# Oarabile Mokenane
Oarabile Mokenane (* 8. März 1992 als Oarabile Babolayi) ist eine botswanische Hürdenläuferin.

## Sportliche Laufbahn
Erste internationale Erfahrungen sammelte Oarabile Mokenane 2009 bei den Jugendweltmeisterschaften in Brixen, bei denen sie im 400-Meter-Hürdenlauf mit 62,29 s in der ersten Runde ausschied. Im Jahr darauf nahm sie im 400-Meter-Lauf an den Afrikameisterschaften in Nairobi teil und schied auch dort mit 55,86 s im Vorlauf aus und belegte mit der botswanischen 4-mal-400-Meter-Staffel in 3:37,17 min den vierten Platz. Anschließend nahm sie mit der Staffel an den Commonwealth Games in Neu-Delhi teil und erreichte dort in 3:38,44 min Rang sechs. 2011 gewann sie bei den Juniorenafrikameisterschaften in Gaborone in 14,40 s die Bronzemedaille im 100-Meter-Hürdenlauf, wie auch über die längere Distanz in 60,88 s. Zudem belegte sie mit der Staffel in 3:48,71 min Rang vier. Anschließend wurde sie bei den Afrikaspielen in Maputo in 58,91 s Siebte über 400 m Hürden. Im Jahr darauf schied sie bei den Afrikameisterschaften in Porto-Novo mit 58,37 s im Vorlauf aus und gewann mit der Staffel in 3:31,27 min die Silbermedaille hinter Nigeria. 
2013 nahm sie an der Sommer-Universiade in Kasan teil und schied dort im Einzelbewerb mit 66,05 s sowie mit der Staffel in 3:38,96 min in der Vorrunde aus. Anschließend studierte Babolayi in den Vereinigten Staaten und nahm an keinen internationalen Wettkämpfen teil. Erst 2019 wurde sie bei den Afrikaspielen in Rabat mit neuem Landesrekord von 57,96 s Fünfte im Hürdenlauf und gewann mit der Staffel in 3:31,96 min die Silbermedaille hinter Nigeria. Bei den World Athletics Relays 2021 im polnischen Chorzów verpasste sie mit 3:20,97 min den Finaleinzug in der Mixed-Staffel.
2017 wurde Mokenane botswanische Meisterin im 400-Meter-Hürdenlauf sowie 2019 über 100 m Hürden.

## Bestleistungen
- 400 Meter: 54,47 s, 24. Januar 2020 in Gaborone
  - 400 Meter (Halle): 56,17 s, 23. Januar 2015 in Birmingham
- 100 m Hürden: 13,66 s (+1,3 m/s), 16. Mai 2015 in Normal (botswanischer Rekord)
  - 60 m Hürden (Halle): 8,51 s, 1. März 2015 in Cedar Falls (botswanischer Rekord)
- 400 m Hürden: 57,96 s, 30. August 2019 in Rabat (botswanischer Rekord)